# An Yong-hak
An Yong-hak, spesso scritto anche come Ahn Young-Hak (안영학?, 安英學?; Kurashiki, 25 ottobre 1978), è un ex calciatore nordcoreano, di ruolo centrocampista.